# Orthotrichaceae
Orthotrichaceae, porodica pravih mahovina u redu Orthotrichales. Sastoji se od 24 roda

## Rodovi
1. Atlantichella F. Lara, Garilleti & Draper
2. Australoria F. Lara, Garilleti & Draper
3. Cardotiella Vitt
4. Ceuthotheca Lewinsky
5. Codonoblepharon Schwägr.
6. Desmotheca Lindb.
7. Groutiella Steere
8. Leiomitrium Mitt.
9. Leratia Broth. & Paris
10. Lewinskya F.Lara, Garilleti & Goffinet
11. Macrocoma (Müll. Hal.) Grout
12. Macromitrium Brid.
13. Matteria Goffinet
14. Nyholmiella Holmen & E.Warncke
15. Orthotrichum Hedw.
16. Pentastichella Müll. Hal.
17. Plenogemma Plášek, Sawicki & Ochyra
18. Pulvigera Plášek, Sawicki & Ochyra
19. Rehubryum F. Lara, Garilleti & Draper
20. Schlotheimia Brid.
21. Sehnemobryum Lewinsky-Haapasaari & Hedenäs
22. Stoneobryum D. H. Norris & H. Rob.
23. Ulota D. Mohr
24. Zygodon Hook. & Taylor